# Gerald Walter Robert Templer
Sir Gerald Walter Robert Templer, britanski feldmaršal, * 1898, † 1978.